# Repno, Šentjur
Repno este o localitate din comuna Šentjur, Slovenia, cu o populație de 51 de locuitori.